# H.W.F. Saggs
Henry William Frederick Saggs (ur. 2 grudnia 1920, zm. 31 sierpnia 2005) – brytyjski orientalista.
W 1942 ukończył teologię na King’s College w Londynie. Później służył w armii brytyjskiej. Po zakończeniu II wojny światowej kontynuował studia w zakresie biblistyki i lingwistyki. W 1953 roku uzyskał doktorat na School of Oriental and African Studies w Londynie. Wykładał na tej uczelni do 1966 roku, kiedy to został profesorem na Cardiff University. 
Autor szeregu książek, z których Wielkość i upadek Babilonii uchodzi za pozycję klasyczną.
W 1946 poślubił Joan Butterworth, z którą miał cztery córki.